# Cyrtodactylus aurensis
Cyrtodactylus aurensis är en ödleart som beskrevs av  Grismer 2005. Cyrtodactylus aurensis ingår i släktet Cyrtodactylus och familjen geckoödlor. Inga underarter finns listade i Catalogue of Life.